# Fédération Internationale du Sport Universitaire
Die Fédération Internationale du Sport Universitaire (FISU) ist der internationale Hochschulsportverband und organisiert die World University Games. Amtierender Präsident ist seit dem 17. Dezember 2022 der Schweizer Leonz Eder, der bis zu seiner Pensionierung 2018 die sportlichen Aktivitäten an der Universität St. Gallen leitete und nun das Amt von dem Russen Oleg Matyzin übernahm, dessen Land in ein internationales Dopingverfahren involviert ist. Sitz des Verbandes ist das Maison du Sport International in Lausanne.

## Geschichte

Ehemaliges FISU-Logo

Anfang des 19. Jahrhunderts organisierten einige Universitäten in den Vereinigten Staaten, England und der Schweiz internationale Sportveranstaltungen für Studenten. Die ersten Studenten-Sportverbände wurden in den Universitäten gegründet.
Im Mai 1923 organisierte der Franzose Jean Petitjean die ersten Weltstudentenspiele in Paris. Im folgenden Jahr wurde die International Confederation of Students (ICS), bei einem Kongress in Warschau gegründet. Zwischen 1925 und 1939 wurden mehrere Veranstaltungen von der ICS organisiert: 1925 in Prag, 1927 in Rom, 1928 in Paris, 1930 in Darmstadt, 1933 in Turin, 1935 in Budapest und 1939 in Monaco. Erst nach dem Zweiten Weltkrieg wurden wieder Weltstudentenspiele ausgetragen.
1948 wurde in Luxemburg auf Anregung von Paul Schleimer die FISU gegründet. 1949 wurden im italienischen Meran die ersten Weltstudentenspiele von der FISU organisiert. Es folgten 1951 Luxemburg, 1953 Dortmund, und 1955 San Sebastian. Aufgrund des Kalten Krieges nahmen an diesen Spielen meist nur westliche Staaten teil. 1953 wurden auch die ersten Winterspiele in St. Moritz ausgetragen. Erst 1957 bei den Spielen in Paris und Oberammergau nahmen auch Studenten aus den Ostblockstaaten teil. Jedoch wurden auch die Vereinigten Staaten, Kanada, Neuseeland und Australien erst in den 60er Jahren Teilnehmer auf Betreiben des israelischen Repräsentanten Adin Talbar.

### Universiaden
1959 wurden von dem italienischen Studenten-Sportverband (CUSI) unter Vorsitz von Primo Nebiolo Spiele unter dem Namen Universiade in Turin organisiert. Die FISU und die ISU kamen überein, bei diesen Spielen organisatorisch mitzuwirken. An den Spielen nahmen 1400 Studenten aus 43 Ländern teil. Für das Ereignis wurde eine Flagge kreiert, welche den Buchstaben U mit Sternen im Halbkreis darstellte. Man einigte sich darauf, dass bei den Siegerehrungen keine nationalen Flaggen gezeigt werden und statt der Nationalhymnen das Studentenlied Gaudeamus igitur gespielt wird. Seitdem werden die Weltstudentenspiele von der FISU organisiert.
Seit 2021 heißen die Spiele FISU World University Games und sind eines der größten Multisport-Events der Welt.

## Sportarten und Wettbewerbe
Die FISU richtet internationale Wettkämpfe in verschiedenen Sportarten in Zusammenarbeit mit den jeweiligen Internationalen Sportorganisationen aus. Die wichtigsten Veranstaltungen sind die zweijährlich ausgetragenen Sommer- und Winterspiele (Universiaden), die im Stil der Olympischen Spiele mit verschiedenen Sportarten an einem Ort abgehalten werden. Die Spiele finden immer in ungeraden Jahren statt, wobei die Winterspiele im Januar/Februar und die Sommerspiele im Juli/August desselben Jahres abgehalten werden. Das feste Programm der Sommerspiele enthält 15 Sportarten, jenes der Winterspiele neun Sportarten. Diese Kernsportarten können durch die Veranstalter durch weitere Sportarten aus dem Kanon der FISU erweitert werden. Seit 2020 ist diese Erweiterung auf drei zusätzliche Sportarten begrenzt, sodass bei den Sommerspielen maximal 18 verschiedene Disziplinen und bei den Winterspielen maximal zwölf Sportarten gezeigt werden. Mit den Winterspielen in Turin und den Sommerspielen im Ruhrgebiet 2025 werden erstmals auch Para-Sportarten ins Programm aufgenommen. In den Jahren ohne Universiaden werden die Weltmeisterschaften im Hochschulsport einzelner Sportarten ausgetragen. Mit dem University World Cup im Kampfsport 2022 in Samsun, Türkei und den World University Beach-Spielen 2024 in Rio de Janeiro, Brasilien wurden zusätzlich Minispiele eingeführt bei der mehrere Kampf- bzw. Strandsportarten gleichzeitig ausgetragen werden.
| Sportart                   | FISU-Sport seit | Sommer-Universiade (WUG)                           | Winter-Universiade (WUG)                    | FISU-Weltmeisterschaft (WUC)                               | Internationale Föderation                |
| -------------------------- | --------------- | -------------------------------------------------- | ------------------------------------------- | ---------------------------------------------------------- | ---------------------------------------- |
| 3×3 Basketball             | 2010            | Erstmals 2025                                      |                                             | 3×3 Basketball WUC (seit 2012)                             | FIBA                                     |
| Ski Alpin                  | 1951            |                                                    | seit 1960                                   |                                                            | FIS                                      |
| Bogenschießen              | 1996            | 2003, 2005, 2009, 2011 und seit 2019               |                                             | WUC im Bogenschießen (1996–2016)                           | World Archery                            |
| American Football          | 2013            | seit 2013                                          |                                             | American Football WUC (2014–2018)                          | IFAF                                     |
| Geträteturnen              | 1961            | seit 1961                                          |                                             |                                                            | FIG                                      |
| Leichtathletik             | 1959            | seit 1959                                          |                                             |                                                            | World Athletics                          |
| Armdrücken                 | 2019            |                                                    |                                             |                                                            | WAF                                      |
| Badminton                  | 1990            | 2007 und seit 2011                                 |                                             | Badminton WUC (1990–2018)                                  | BWF                                      |
| Bandy                      | 2019            |                                                    | 2019                                        |                                                            | FIB                                      |
| Baseball Softball          | 1993            | Baseball: 1993, 1995, 2005, 2007, 2015, 2017, 2025 |                                             | Baseball WUC (seit 2002) Softball WUC (2004, 2006)         | WBSC                                     |
| Basketball                 | 1949            | seit 1959                                          |                                             |                                                            | FIBA                                     |
| Beachvolleyball            | 2002            | 2011, 2013, 2025                                   |                                             | Beachvolleyball WUC (seit 2002) WU Beach Games (seit 2024) | FIV                                      |
| Biathlon                   | 1983            |                                                    | 1983, 1989, seit 1993                       |                                                            | IBU                                      |
| Bodybuilding               | 2019            |                                                    |                                             |                                                            | IFBF                                     |
| Boxen                      | 2004            | 2013                                               |                                             | WUC im Boxen (seit 2004) Kampfsport-WUC 2022               | IBA                                      |
| Bridge                     | 2002            |                                                    |                                             | Bridge WUC (2002–2018) Denksport WUC (seit 2020)           | WBF                                      |
| Kanusport                  | 1987            | 1987, 2013                                         |                                             | Kanu WUC (seit 1998)                                       | ICF                                      |
| Cheerleading               | 2018            |                                                    |                                             | Cheerleading WUC (seit 2018)                               | ICU                                      |
| Schach                     | 1990            |                                                    |                                             | Schach WUC (1990–2018) Denksport WUC (seit 2020)           | FIDE                                     |
| Crosslauf                  | 1968            |                                                    |                                             | Crosslauf WUC (seit 1968)                                  | World Athletics                          |
| Skilanglauf                | 1951            |                                                    | seit 1960                                   |                                                            | FIS                                      |
| Curling                    | 2003            |                                                    | 2003 und seit 2007                          |                                                            | WCF                                      |
| Radsport                   | 1978            | 1983, 2011                                         |                                             | Radsport WUC (seit 1978)                                   | UCI                                      |
| Tanzsport                  | 2017            |                                                    |                                             |                                                            | WDSF                                     |
| Wasserspringen             | 1951            | seit 1961                                          |                                             |                                                            | World Aquatics                           |
| E-Sport                    | 2020            |                                                    |                                             | FISU E-Sports Challenge (2020)                             | IESF                                     |
| Reitsport                  | 1988            |                                                    |                                             | WUC im Reiten (1988–1994, seit 2000)                       | FEI                                      |
| Fechten                    | 1949            | seit 1959                                          |                                             |                                                            | FIE                                      |
| Eiskunstlauf               | 1951            |                                                    | seit 1960                                   | WUC im Eikunstlauf (1951–1956)                             | ISU                                      |
| Flossenschwimmen           | 2017            |                                                    |                                             | Flossenschwimmen WUC (seit 2022)                           | CMAS                                     |
| Unihockey                  | 2002            |                                                    |                                             | Unihockey WUC (seit 2002)                                  | IFF                                      |
| Ultimate Frisbee           | 2017            |                                                    |                                             |                                                            | WFDF                                     |
| Fußball                    | 1966            | 1979–2016                                          |                                             | Fußball WUC (seit 2019)                                    | FIFA                                     |
| Freestyle                  | 2005            |                                                    | seit 2005                                   |                                                            | FIS                                      |
| Futsal                     | 1984            |                                                    |                                             | Futsal WUC (seit 1984)                                     | FIFA                                     |
| Golf                       | 1984            |                                                    |                                             | Golf WUC (seit 1984)                                       | IGF                                      |
| Handball                   | 1963            | 2015                                               |                                             | Handball WUC (seit 1963)                                   | IHF                                      |
| Hockey                     | 1991            | 1991, 2013                                         |                                             |                                                            | FIH                                      |
| Eishockey                  | 1962            |                                                    | seit 1962                                   |                                                            | IIHF                                     |
| Ju-Jutsu                   | 2020            |                                                    |                                             |                                                            | JJIF                                     |
| Judo                       | 1966            | 1967, 1985, 1995, 1999–2003, seit 2007             |                                             | Judo WUC (1966–2006)                                       | IJF                                      |
| Karate                     | 1998            |                                                    |                                             | Karate WUC (seit 1998), Kampfsport-WUC 2022                | WKF                                      |
| Kickboxen                  | 2017            |                                                    |                                             |                                                            | WAKO                                     |
| Korfball                   | 2015            |                                                    |                                             | Korfball WUC (seit 2018)                                   | IKF                                      |
| Moderner Fünfkampf         | 2014            |                                                    |                                             | Fünfkampf WUC (seit 2018)                                  | UIPM                                     |
| Muay Thai                  | 2015            |                                                    |                                             | Muay Thai WUC (seit 2018), Kampfsport-WUC 2022             | IFMA                                     |
| Netball                    | 2011            |                                                    |                                             | Netball WUC (seit 2012)                                    | World Netball                            |
| Nordische Kombination      | 1951            |                                                    | seit 1960                                   |                                                            | FIS                                      |
| Orientierungslauf          | 1978            |                                                    |                                             | Orientierungslauf WUC (seit 1978)                          | IOF                                      |
| Gewichtheben               | 2008            | 2011, 2013, 2017                                   |                                             | WUC im Gewichtheben (2008–2018)                            | IWF                                      |
| Rhythmische Sportgymnastik | 1991            | seit 1991                                          |                                             |                                                            | FIG                                      |
| Rudern                     | 1984            | 1987, 1989, 1993, 2013, 2015, 2023                 |                                             | Ruder WUC (seit 1984)                                      | World Rowing                             |
| 7er-Rugby                  | 2004            | 2013, 2019                                         |                                             | 7er-Rugby WUC (seit 2004)                                  | World Rugby                              |
| Segeln                     | 2002            | 1999                                               |                                             | Segel-WUC (seit 2002)                                      | World Sailing                            |
| Sambo                      | 2016            | 2013                                               |                                             | Sambo-WUC (seit 2016), Kampfsport-WUC 2022                 | ISF                                      |
| Savate                     | 2010            |                                                    |                                             | Savate-WUC (2010)                                          | FIS                                      |
| Schießen                   | 2002            | 2007, 2011, 2013, 2019, 2023                       |                                             | Schießsport-WUC (2003, seit 2008)                          | ISSF                                     |
| Eisschnelllauf             | 1985            |                                                    | 1985, seit 1989                             |                                                            | ISU                                      |
| Skispringen                | 1960            |                                                    | seit 1960                                   |                                                            | FIS                                      |
| Skibergsteigen             | 2023            |                                                    | 2025                                        |                                                            | ISMF                                     |
| Ski-Orientierungslauf      | 2016            |                                                    | 2019, ab 2025                               | Ski-Orientierungs-WUC (2016–2024)                          | Internationaler Orientierungslaufverband |
| Snowboard                  | 1995            |                                                    | 1995, seit 1999                             |                                                            | FIS                                      |
| Shorttrack                 | 1968            |                                                    | 1968–1972, 1991, 1997, 2005–2009, seit 2013 | Shorttrack-WUC (seit 2014)                                 | ISU                                      |
| Sportklettern              | 2016            |                                                    |                                             | WUC im Sportklettern (seit 2016)                           | IFSC                                     |
| Squash                     | 1996            |                                                    |                                             | Squash-WUC (seit 1996)                                     | World Squash                             |
| Schwimmen                  | 1959            |                                                    | seit 1959                                   |                                                            | World Aquatics                           |
| Tischtennis                | 1971            |                                                    | 2001, seit 2007                             | Tischtennis-WUC (1971–2006)                                | ITTF                                     |
| Teakwondo                  | 1986            |                                                    | 2003–2011, seit 2015                        | Taekwondo-WUC (1986–2014)                                  | World Taekwondo                          |
| Tennis                     | 1959            |                                                    | seit 1959                                   |                                                            | ITF                                      |
| Triathlon                  | 1992            |                                                    |                                             | Triathlon-WUC (seit 1992)                                  | World Triathlon                          |
| Volleyball                 | 1959            |                                                    | seit 1959                                   |                                                            | FIVB                                     |
| Wasserball                 | 1959            |                                                    | seit 1959                                   |                                                            | World Aquatics                           |
| Wakeboard                  | 2004            |                                                    |                                             | Wasserski-WUC (2004–2016)                                  | IWWF                                     |
| Kraftdreikampf             | 2019            |                                                    |                                             | Kampfdreikampf WUC (seit 2024)                             | IPF                                      |
| Windsurfen                 | 1998            |                                                    |                                             | Windsurfing-WUC (1998–1998)                                |                                          |
| Woodball                   | 2004            |                                                    |                                             | Woodball-WUC (2004–2016)                                   | IWF                                      |
| Rollschuhsport             | 2017            | 2017                                               |                                             | Rollschuh-WUC 2018                                         | World Skate                              |
| Ringen                     | 1968            | 1973, 1977, 1981, 2005, 2013                       |                                             | WUC im Ringen (1986, seit 1996), Kampfsport-WUC 2022       | United World Wrestling                   |
| Wushu                      | 2014            | 2017, 2023                                         |                                             | Wushu-WUC 2018, Kampfsport-WUC (seit 2022)                 | IWF                                      |